# 번병
번병(樊並, ? ~ 기원전 14년)은 전한 말기의 반란 지도자로, 진류군 위씨현(尉氏縣) 사람이다.

## 행적
장패의 아버지의 밑에서 학문을 익혔다.
영시 3년(기원전 14년), 다른 열두 명과 함께 반란을 일으켜 진류태수 엄보를 죽이고 스스로 장군을 칭하였으나, 이담 등에게 잡혀 맞아 죽었다. 이담 등은 공로를 인정받아 모두 열후에 봉해졌다.
태중대부 평당·시중 주창(周敞) 등은 성제에게 장패의 아버지의 글을 추천하였으나, 훗날 번병이 난을 일으키자 조정에서는 글을 퇴출시켰다.
곡영은 본래 이름이 곡병(谷並)이었는데, 번병의 난이 일어나자 '곡영'으로 고쳤다.

## 출전
- 반고, 《한서》
  - 권10 성제기
  - 권26 천문지
  - 권27상 오행지 上
  - 권88 유림전